# دیرین‌بوم‌شناسی
دیرین‌بوم‌شناسی یا پالئواکولوژی (به انگلیسی: Paleoecology)، مطالعه برهم‌کنش‌های بین جانداران و/یا برهمکنش‌های بین جانداران و محیط‌هایشان در بازه‌های زمانی زمین‌شناسی است. به عنوان یک رشته، دیرین‌بوم‌شناسی با زمینه‌های مختلفی از جمله دیرینه‌شناسی، بوم‌شناسی، اقلیم‌شناسی و زیست‌شناسی ارتباط برقرار می‌کند، به آن وابسته است و به آنها اطلاعات می‌دهد.